# Antiguo cementerio judío de Praga

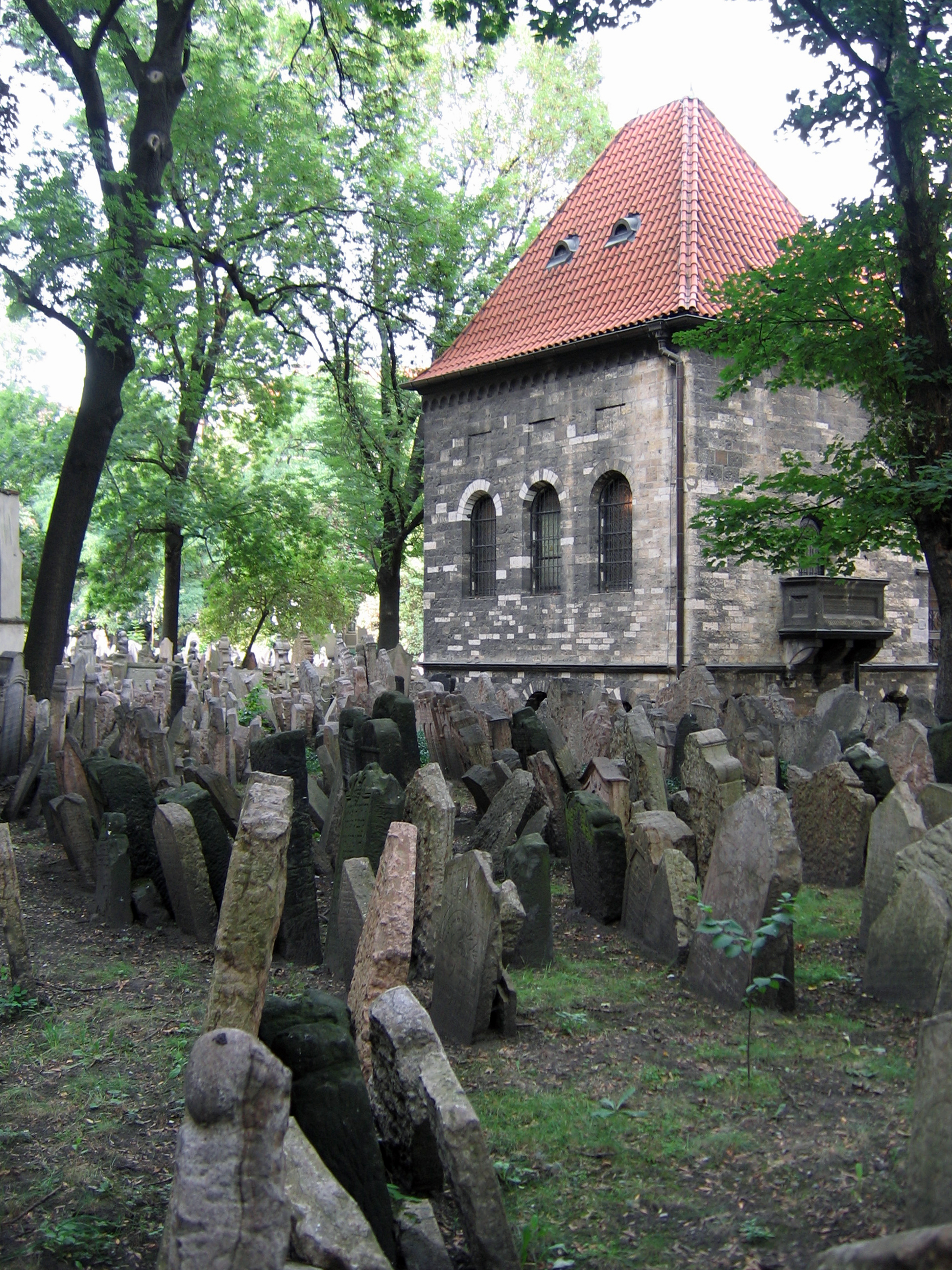
Miles de tumbas están hacinadas en el antiguo cementerio judío de Praga.

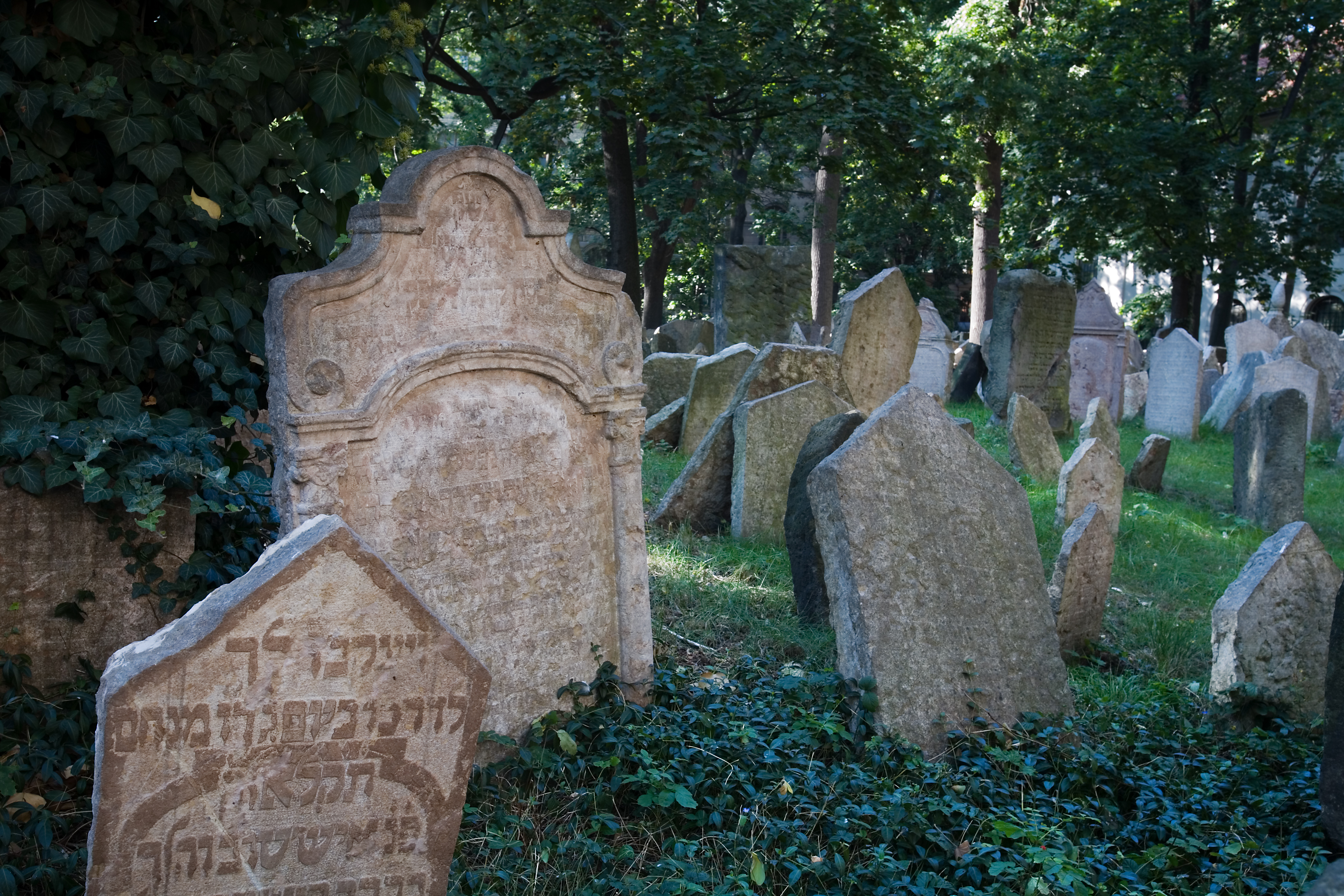
Antiguo cementerio judío de Praga.

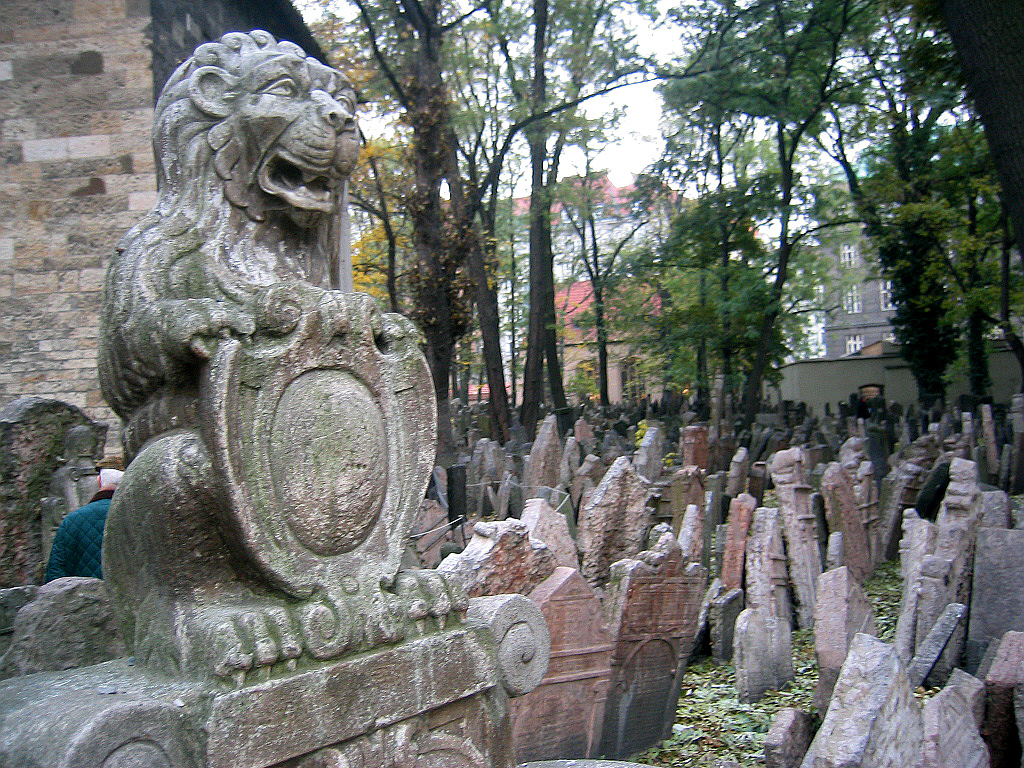
León de Judá en una tumba judía.

El antiguo cementerio judío de Praga (en checo: Starý židovský hřbitov) se encuentra en el barrio judío de Praga (República Checa), el Josefov. Fue usado desde el siglo XV (su tumba más antigua, la de Avigdor Kara, data de antes de 1439) hasta 1787.
Su antecesor fue otro cementerio llamado «El jardín judío», ubicado en el Barrio nuevo de Praga y encontrado recientemente gracias a diversas excavaciones arqueológicas.
El número de tumbas de gente enterrada es incierto, porque hay varias capas de tumbas. En cualquier caso, se ha estimado que hay aproximadamente 12 000 tumbas aparentemente visibles, en las cuales descansan más de 100 000 judíos.
Algunas de las personas más famosas enterradas en el cementerio son Mordecai Maisel (1601), Rabbi Judah Loew (1609), David Gans (1613), y David Oppenheim (1736).

## Historia
No está claro cuándo fue fundado exactamente el cementerio. Esto ha sido tema de discusión de muchos expertos. Algunos de ellos aseguran que el cementerio data del siglo V. Otros en cambio lo fechan en la primera mitad del siglo XV, ya que la tumba más antigua pertenece al rabino y poeta Avigdor Kara (1439) y atribuyen su fundación al rey Otakar II de Bohemia.
De acuerdo con la Halajá, los judíos no deben destruir tumbas judías, y tampoco se les permite transportar una tumba a otro lugar. Esto significa que cuando el cementerio se quedó sin espacio y conseguir tierra extra era imposible, más capas de tierra se emplazaron sobre las tumbas existentes, de manera que las tumbas viejas quedaban desplazadas y enterradas bajo las nuevas capas de tierra. Esto explica porqué las tumbas del cementerio están emplazadas tan cerca las unas de las otras. Al final, el cementerio acumuló más de doce capas de tierra.

## Teorías conspiratorias
Este cementerio aparece en el libelo antisemita Los protocolos de los sabios de Sion como el supuesto lugar donde se encontraban los sabios para crear los protocolos.
La novela de Umberto Eco El cementerio de Praga versa sobre esta cuestión.